# Dimităr Borimecikov
Dimităr Borimecikov (în bulgară Димитър Боримечков; n. 1 mai 1949, Taraclia, URSS) este un poet, jurnalist și fotograf moldovean și bulgar.

## Biografie
S-a născut în orașul Taraclia din raionul omonim, RSS Moldovenească. A absolvit jurnalismul la Universitatea de Stat din Chișinău în 1981.
În 1997 prima sa carte de schițe și fotografii în proză a fost publicată la Chișinău, iar în 1998, colecția sa de poezii „Distanța albastră” (Синята далечина). În 1999 în Veliko Tărnovo a fost publicată colecția sa „Vreau să mai trăiesc mâine” (Аз искам утре да живея пак), care include povești poetice, amintiri, miniaturi lirice.
În 2005 s-a mutat în Bulgaria, iar în 2009 a primit cetățenia bulgară. Este membru al Uniunii Scriitorilor bulgari independenți din Sofia.
Este specializat în Departamentul de Informare și Formare a Profesorilor din Sofia. Tema specializării sale este: „Literatura bulgară în Basarabia: autori și lucrări, imagini și teme” (Българската литература в Бесарабия: автори и произведения, образи и теми).
Este, de asemenea, cunoscut printre compatrioții săi și ca fotograf. Și-a publicat reportajele și fotografiile în Bulgaria, în ziarele Роден край („Plai natal”, Ucraina) și Родно слово („Cuvânt nativ”, Moldova). Publică ziarul literar și jurnalistic regional Български глас („Vocea bulgară”, este și redactor-șef al acestuia) din Taraclia.
A fost distins cu Medalia Memorială „Ivan Vazov” de către Agenția de Stat pentru bulgarii din străinătate.
A participat la numeroase conferințe științifice și culturale în Bulgaria (Sofia, Veliko Tărnovo, Sliven, Dobrici) și în Moldova (Chișinău, Comrat, Taraclia).

## Lucrări
Poezii
- Потомци на българското племе („Descendenții tribului bulgar”)
- Мен ме мами синята далечност („Sunt înșelat de distanța albastră”)
- Събужда се пролетта („Primăvara se trezește”)
- Камбанен звън в неделя *„Duminică sună clopotul”)

Cărți
- Границите на духа (Разговори за Бесарабия) („Limitele spiritului (Conversații despre Basarabia)”)